# Tripura

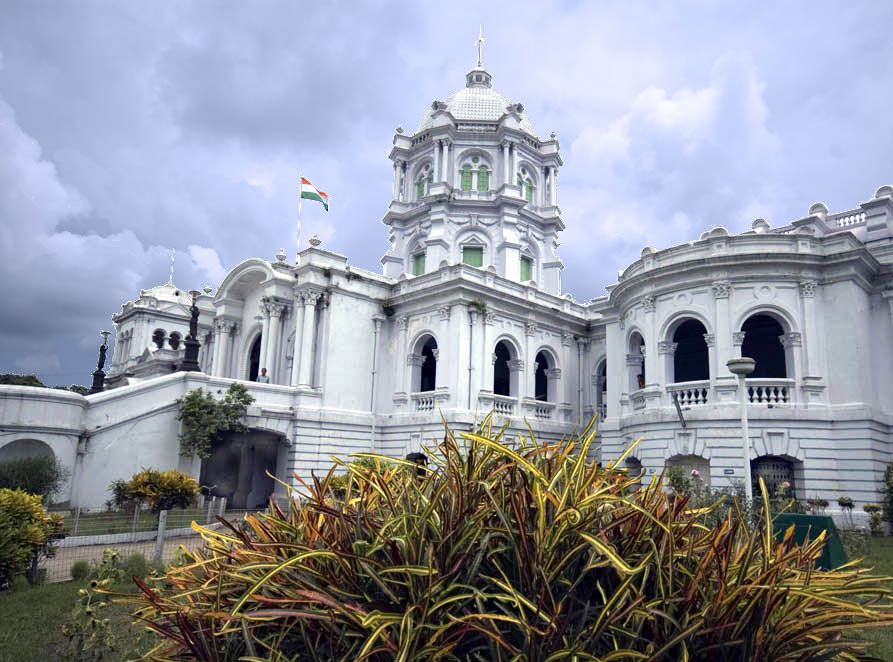
Palazzo Ujjayanta

Tripura (bengalese ত্রিপুরা) è uno Stato nel nord-est dell'India.
Confina con il Bangladesh nel nord (Divisione di Sylhet), a sud e ad ovest (Divisione di Chittagong), mentre gli Stati indiani di Assam e Mizoram si trovano ad est.
La capitale è Agartala. Le lingue ufficiali sono il bengalese, il Kokborok e l'inglese.

## Storia
Anche se non ci sono prove di insediamenti del Paleolitico medio e inferiore, utensili di legno fossile risalenti al Paleolitico superiore sono stati ritrovati nelle valli di Haora e Khowai. Tutte le principali fonti letterarie e storiche indiane, dal Mahabharata, ai antichi testi religiosi, sino ai Purāṇa e gli Editti di Asoka menzionano Tripura. L'antico nome della regione era Kirat Desh (tradotto come: "la terra di Kirat"), riferendosi probabilmente ai Regni di Kirata o al termine più comune "Kirata". La regione fu sotto il dominio del Regno di Twipra per secoli, anche se non è possibile datare il periodo esatto per assenza di fonti documentate. Una cronaca di sovrani Tipra, il Rajmala, incominciato a scrivere nel XV secolo, fornisce una lista di 179 sovrani, partendo dall'antichità sino al 1850. La veridicità di questo documento però è dibattuta. Le cronache tracciano gli antenati del re alla mitologica dinastia lunare del varṇa Kṣatriya.
La religione dell'epoca comprendeva l'adorazione di quattordici divinità conosciute come "Chibrwi Mwtai" (in lingua Kokborok) ed è ancora oggi praticata nella città vecchia di Agartala da alcuni sacerdoti conosciuti come Chontai o Ochai, che sovrintendono le feste di Kharchi e Ker secondo le tradizioni. Il culto era simile alle antiche religioni popolari cinesi.

### Medioevo
Le prime fonti storiche riguardanti il regno risalgono al XIII secolo, quando fu oggetto di pressione da parte delle conquiste islamiche dell'India. Questo fu anche il periodo di origine della dinastia Manikya, iniziata quando il sovrano Ratna Fa adottò il titolo di Manikya. Il titolo fu conservato da tutti i sovrani di Tripura sino alla morte del re Bir Bikram Kishore Manikya nel 1947.
Il Tripura era formalmente un regno indipendente conosciuto anche come Tipra La casa regnante apparteneva alla tribù dei Tipra, un popolo stanziato nella valle di Kapili, in Assam, già dal XIII secolo. Dopo una migrazione nella valle di Cachar, la tribù stabilì le fondamenta del regno, facendo della città di Agartala la capitale. Sino al XVI secolo il regno comprendeva la valle di Cachar e parti degli attuali distretti bengalesi di Sylhet, Noakhali e Chittagong. Il regno fu uno dei tanti stati che respinse le numerose ondate di invasione di popoli musulmani, come i turchi, i musulmani etiopi, gli afghani e Moghul. In molte occasioni i Tripuri riuscirono a respingere anche invasioni birmane e arakanesi da est. Tuttavia, nonostante il regno riuscì a difendersi dan numerose invasioni, durante il periodo Moghul, i confini del regno furono ridimensionati entro quelli dello stato odierno: le pianure di Tripura caddero nelle mani dei Moghul. Queste pianure comprendevano le aree di Comilla e la regione sudorientale di Dacca.
In questo periodo si verificarono fenomeni di stratificazione sociale che avevano origine dai primi secoli del medioevo. L'influenza braminica e il processo di sanscritizzazione che ne derivarono fecero notevoli progressi in questo periodo. In quegli anni inoltre si consolidò il regno di Tripura. La famiglia regnante si integrò linguisticamente e culturalmente con le popolazioni locale. La famiglia regnante fu quindi conosciuta come Thakur e occupò la posizione più alta all'interno della società e del regno. Le classi più umili entrarono al servizio dei governanti e dell'aristocrazia. Gradualmente, il sistema politico passò da uno tribale a una monarchia. Tuttavia, il sistema di caste che si creò conseguentemente non fu così rigido come nel resto dell'India.

### Età coloniale
Il Tripura cadde sotto il dominio della Compagnia delle Indie Orientali nel 1765. Tuttavia, durante la dominazione coloniale inglese, il regno divenne uno Stato principesco, che pagava tale sovranità con un tributo di avorio ed elefanti. Lo stato sovrano principesco di Tripura fu designato dagli inglesi con il nome di Hill Tipperah. A quel tempo il regno, assieme all'odierno distretto di Noakhali, formavano un'unica entità amministrativa; nel 1822 furono separate e da quel momento vi furono altre variazioni dei confini. Con l'eccezione di un'unica grande incursione di indigeni Kukis o Lushais nella regione nel 1860, nulla disturbò la pace del regno.

### Storia contemporanea
A seguito dell'indipendenza indiana del 1947, il distretto divenne parte del Pakistan orientale, e Hill Tippera fu sottoposto a un consiglio reggente sino al 1949. Il Reggente Maharani di Tripura firmò l'Accordo di Fusione di Tripura il 9 settembre 1949, entrando ufficialmente a far parte dell'India. Si trasformò di uno Stato federato senza legislatura nel 1956, e nel 1963 fu insediato un ministro. I nuovi confini territoriali sorti dall'indipendenza indiana fecero sì che il Tripura subì numerosi contraccolpi economici e infrastrutturali. Le strade che collegavano Calcutta e Agartala prima dell'indipendenza erano lunghe circa 350 km, ma aumentarono a 1.700 con la creazione del Pakistan Orientale. L'isolamento geopolitico era aggravato dall'assenza di un collegamento ferroviario con gli altri distretti.
Alcune regioni dello Stato furono bombardate dall'esercito pakistano durante la guerra indo-pakistana del 1971. A seguito della guerra, il governo indiano riorganizzò la regione nordorientale per assicurarsi un controllo più efficace dei propri confini. Tre nuovi Stati quindi emersero il 21 gennaio 1972: Meghalaya, Manipur e Tripura. Sin dalla nascita dell'India, molti bengalesi indù migrarono verso il Tripura come rifugiati dal Pakistan Orientale. Gli insediamenti di bengalesi hindu aumentarono ulteriormente a seguito della guerra di liberazione bengalese del 1971. I primi bengalesi si rifugiarono a Tripura per fuggire alle persecuzioni religiosi della maggioranza musulmana nel Pakistan Orientale. Prima dell'indipendenza, la maggior parte della popolazione di Tripura era indigena. Conflitti etnici tra la tribù dei Tipra e la comunità bengalese, prevalentemente immigrata, portarono a violenze diffuse e a un'insurrezione a che si protrasse per decenni. Il 12 marzo 1989 Dhananjoy Reang fondò il Fronte di Liberazione Nazionale di Tripura al fine di ottenere l'indipendenza di Tripura dall'India. Questa situazione si è gradualmente attenuata in seguito all'istituzione di un consiglio distrettuale autonomo tribale e all'uso di operazioni strategiche di contro-insurrezione. Il Tripura è pacificata dal 2016.

## Geografia fisica

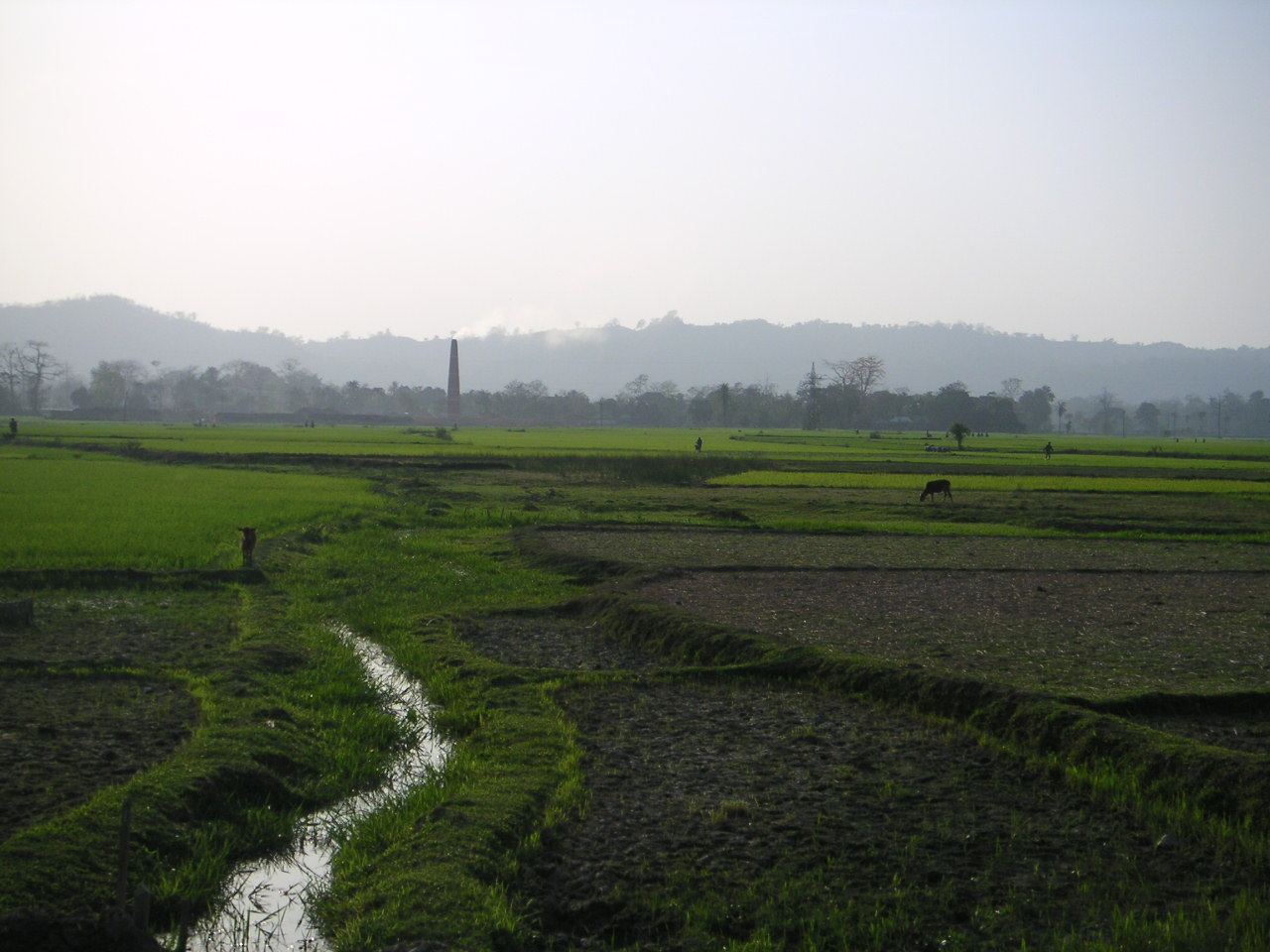
Il riso è coltivato nelle pianure alluvionali del Tripura, che comprendono i lungas, le strette valli che si trovano principalmente nella parte occidentale dello stato.

Il Tripura è uno Stato senza sbocco al mare dell'India nordorientale. Assieme agli stati confinanti di Arunachal Pradesh, Assam, Manipur, Meghalaya, Mizoram e Nagaland forma l'agglomerato degli Seven Sister States. Tripura è il terzo stato più piccolo del Paese, con una superficie di 10.491,69 km2. La sua massima estensione misura circa 178 km da nord a sud e 131 km da est a ovest. Il Tripura confina con il Bangladesh a ovest, a nord e a sud; e con gli stati indiani dell'Assam a nord-est; e Mizoram a est. È accessibile dalle autostrade nazionali che attraversano il distretto di Karimganj di Assam e il distretto di Mamit di Mizoram.

### Territorio
Il suo territorio è caratterizzata da catene montuose, valli e pianure. Lo stato ha cinque catene di colline anticlinali che vanno da nord a sud, dal Boromura versp ovest, attraverso Atharamura, Longtharai e Shakhan, fino alle Colline di Jampui a est. Le valli di Agartala–Udaipur, Khowai–Teliamura, Kamalpur–Ambasa, Kailasahar–Manu and Dharmanagar–Kanchanpur creano le formazioni sinclinali della regione. Il punto più elevato della regione è il monte Betling Shib (939 m), facente parte della catena di Jampui. Le piccole collinette isolate sparpagliate in tutto lo stato sono note come tillas, mentre le strette e fertili valli alluvionali, per lo più presenti ad ovest, sono chiamate lungas. Alcuni fiumi nascono sulle colline del Tripura e sfociano nel Bangladesh. I fiumi Khowai, Dhalai, Manu, Juri e Longai scorrono verso nord; il Gumti a ovest; e i fiumi Muhuri e Feni a sud-ovest.
I dati litostratigrafici pubblicati dal Geological Survey of India datano le rocce, sulla scala dei tempi geologici, tra l'epoca oligocenica, circa 34-23 milioni di anni fa, e l'epoca olocenica, iniziata 12.000 anni fa. Le colline hanno una terra rossa laterite che è porosa. Le pianure alluvionali e le strette valli sono sovrapposte da terreni alluvionali, e quelle a ovest e a sud costituiscono la maggior parte dei terreni agricoli. Secondo il Bureau of Indian Standards, il territorio è a forte rischio sismico.

## Geografia antropica

### Suddivisioni amministrative

Suddivisione amministrativa

Per scopi amministrativi lo stato è diviso in 4 distretti, 17 suddivisioni e 40 blocchi di sviluppo.
Nel gennaio 2012, le principali modifiche sono state implementate nelle divisioni amministrative di Tripura. Quattro nuovi distretti sono stati ricavati degli attuali quattro esistenti al 2012: Khowai, Unakoti, Sipahijala e Gomati. Sono stati inoltre aggiunti sei nuovi suddivisioni e cinque nuovi blocchi. A partire dal 2012, lo stato aveva otto distretti, 23 suddivisioni e 45 blocchi di sviluppo.
| Distretti              | Sedi        | Popolazione | Area (in km²) |
| ---------------------- | ----------- | ----------- | ------------- |
| Dhalai                 | Ambassa     | 377.988     | 2.523         |
| Sipahijala             | Bishramganj | 484.233     |               |
| Khowai                 | Khowai      | 327.391     | 1.378,28      |
| Gomati                 | Udaipur     | 436.868     |               |
| Unakoti                | Kailashahar | 277.335     |               |
| Tripura Settentrionale | Kailashahar | 590.655     | 2470          |
| Tripura Meridionale    | Udaipur     | 762.565     | 2624          |
| Tripura Occidentale    | Agartala    | 1.530.531   | 3544          |

Le maggiori città dello Stato sono:
- Agartala, capitale del Tripura, è la città più popolosa
- Badharghat
- Jogendranagar
- Dharmanagar
- Pratapgarh
- Udaipur
- Kailashahar
- Teliamura
- Indranagar
- Khowai
- Belonia

Badharghat, Jogendranagar e Indranagar fanno ora parte della municipalità di Agartala.

## Società

### Evoluzione demografica

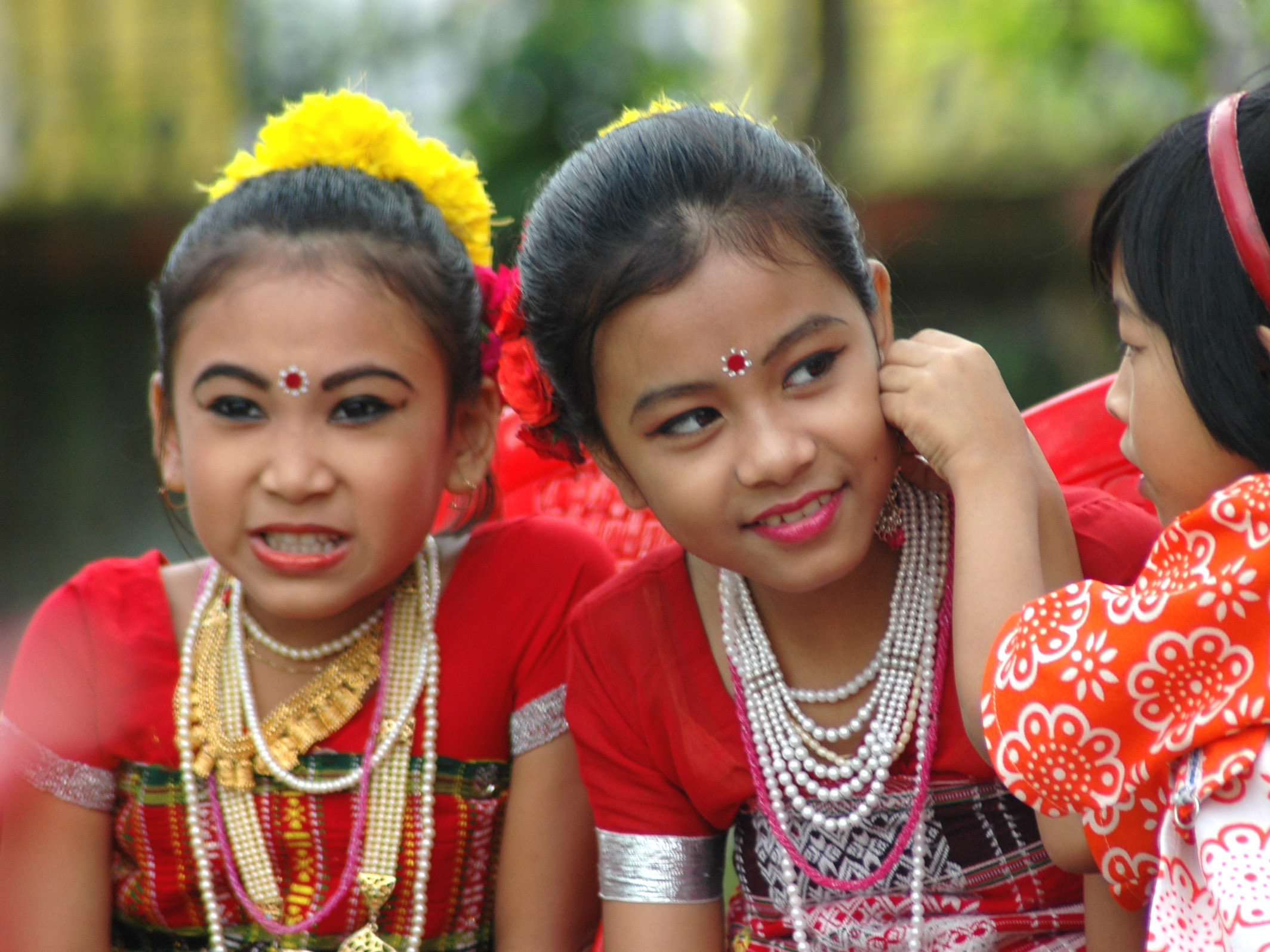
Bambini Tipra si preparano per una danza. I Tipra, un popolo tibetano-birmano originario dalla regione dei corsi superiori del fiume Yangtze e del Fiume Giallo in Cina, formano circa il 30% della popolazione dello stato.

Il Tripura è il secondo Stato più popoloso dell'India nordorientale dopo l'Assam. Secondo un censimento del 2011, il Tripura ha una popolazione di 3.671.032 individui, di cui 1.871.867 uomini e 1.799.165 donne. La popolazione dello stato costituisce il 0,3% della popolazione totale indiana. Il rapporto tra i sessi è di 961 donne per mille uomini, superiore al rapporto nazionale di 940. La densità di popolazione è di 350 persone per chilometro quadrato. Il tasso di alfabetizzazione di Tripura nel 2011 è stato dell'87,75 per cento, superiore alla media nazionale del 74,04 per cento, e il terzo migliore tra tutti gli stati indiani.
Il Tripura è classificato al sesto posto nell'Indice di Sviluppo Umano (Isu) tra 35 stati e territori dell'India, secondo una stima del 2006 condotta dal Ministero indiano per lo sviluppo delle donne e dell'infanzia.

### Etnie e minoranze straniere
Secondo un censimento del 2001, i bengalesi rappresentavano quasi il 70% della popolazione di Tripura, mentre i Tipra indigeni circa il 30%. Le tribù dello stato, gruppi storicamente svantaggiati di persone riconosciute dalla costituzione del paese, sono composte da 19 gruppi etnici e molti sottogruppi, con lingue e culture diverse. Altri gruppi maggioritari sono i Reang, i Jamatia, i Cahkma, gli Halam, i Mog, i Munda, i Kuki e i Garo.

## Infrastrutture e trasporti

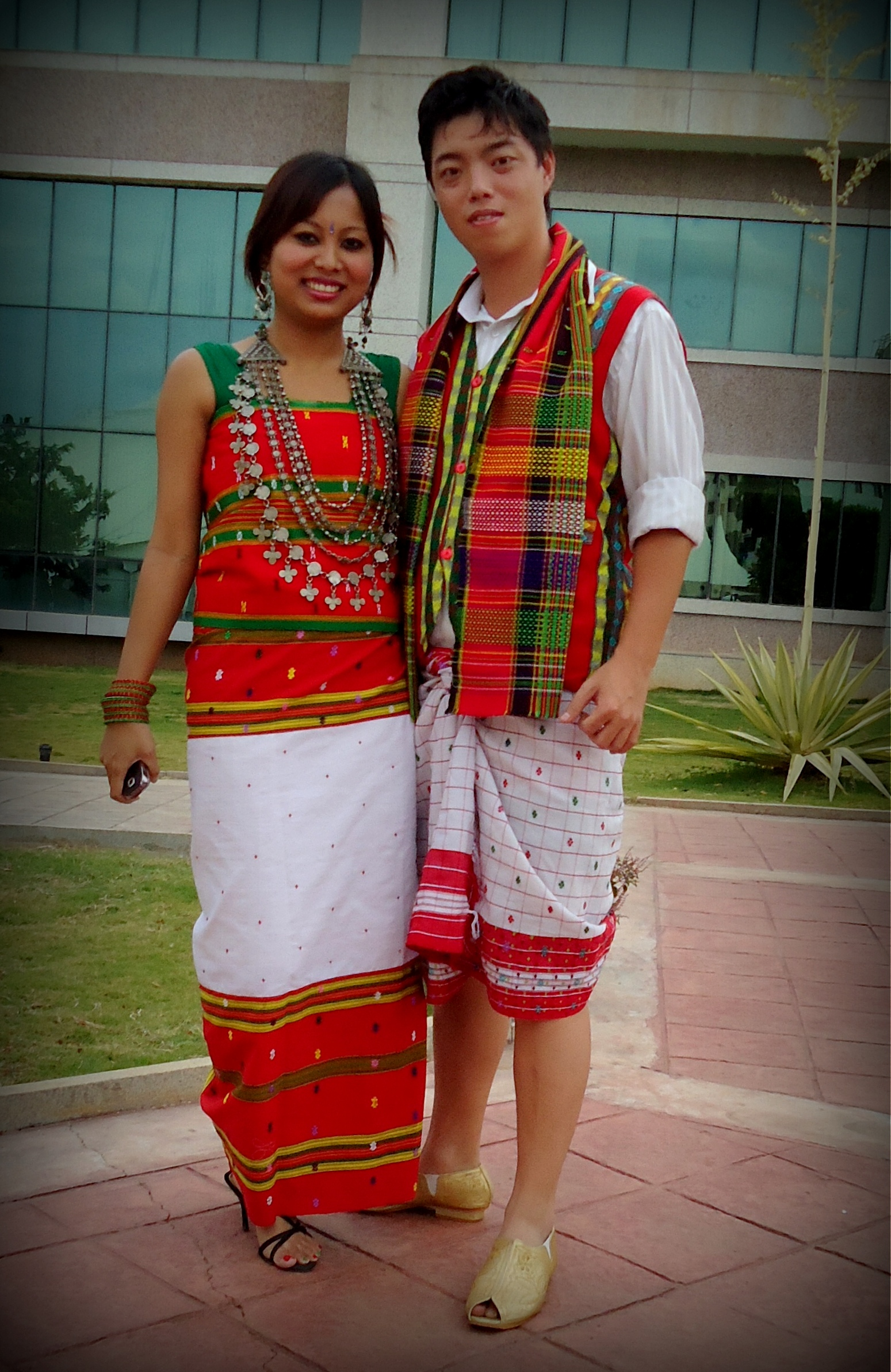
Coppia in abiti tradizionali di Tripura.

Tripura è collegata al resto del paese attraverso il vicino stato federale dell'Assam da 44 km di linea ferroviaria così come attraverso l'autostrada National Highway 44. L'Aeroporto di Agartala ha dei voli con Calcutta, Guwahati, Chennai e Silchar ed è il solo aeroporto dello Stato.